# Gyllenpanspindel
Gyllenpanspindel (Hahnia helveola) är en spindelart som beskrevs av Simon 1875. Gyllenpanspindel ingår i släktet Hahnia och familjen panflöjtsspindlar. Arten är reproducerande i Sverige. Inga underarter finns listade i Catalogue of Life.